# Matirakahurall
Matirakahurall (Gallirallus modestus) är en utdöd fågel i familjen rallar inom ordningen tran- och rallfåglar.

## Utseende och läte
Matirakahurallen var en liten och slank flygoförmögen rall med lång näbb och lös fjäderdräkt. Adulta fåglar var övervägande bruna, dock med ljusspetsade fjädrar på buken som gav ett svagt vattrat utseende. Stjärten var kort och näbb och ben var bruna. Ungfåglarna var enhetligt brunaktiga. Det enda lätet som noterats var ett sorgsamt skri från en ungfågel.

## Tidigare förekomst och utdöende
Fågeln upptäcktes 1872 av Henry Travers på ön Mangere i Chathamöarna, tillhörande Nya Zeeland. Arten var då ovanlig; under tolv dagar rapporterar Travers att han endast såg tre fåglar. Fossila lämningar visar dock att matirakahurallen var vida spridd och vanlig i Chathamöarna, med fynd även på öarna Chatham och Pitt. I en grotta intill lagunen Te Whanga på Chatham har ben från hundratals individer hittats. 
Matirakahurallen försvann från de övriga öarna till följd av predation från invasiva djur som människan haft med sig, möjligen polynesisk råtta, brunråtta, hundar, katter och grisar. Den sista fåglarna på Mangere samlades in 1833 och året efter, kort efter att katter hade etablerat sig på Mangere, var arten utdöd. 

## Levnadssätt
Inte mycket noterades om matirakahurallens beteende medan den levde, delvis följd av att den huvudsakligen var nattlevande. Henry Travers berättar att fågeln hittades ”på en mycket klippig plats, och när den stördes försökte gömma sig bland stenarna”. Fåglarna han samlade in ”kom ut från stenarna i skymningen, tydligen för att födosöka”. Födan rapporteras ha varit ryggradslösa djur, framför allt märlor, som den plockade upp med sin långa näbb. Kombinerat med det nattliga levernet kan fågeln ytligt sett ha påmint om en kivi. Denna ekologiska nisch delade den med mindre chathambeckasin som också fanns på Mangere till början av 1890-talet. 

### Häckning
Nästan inget är känt om rallens häckningsbeteende. En enda beskrivning finns av fågelns bon, ”i hål i marken, och när ungarna kläcktes tog de sig in i fallna ihåliga träd”. Det enda ägget som samlats in var 28 x 37 mm, nästan helvitt med svaga grå och rostfärgade fläckar.